# Aura Noire
Aura Noire är det norska black metal/thrash metal-bandet Aura Noirs sjätte fullängdsalbum. Albumet utgavs 2018 av skivbolaget Indie Recordings.

## Låtlista
1. "Dark Lung of the Storm" – 3:26
2. "Grave Dweller" – 3:25
3. "Hell’s Lost Chambers" – 6:04
4. "The Obscuration" – 2:33
5. "Demoniac Flow" – 3:40
6. "Shades Ablaze" – 2:56
7. "Mordant Wind" – 5:07
8. "Cold Bone Grasp" – 3:30
9. "Outro" – 1:52

- Text och musik: Aura Noir, utan "The Obscuration" – text och musik Aura Noir & Kristian Tank Valbo

## Medverkande
Musiker (Aura Noir-medlemmar)
- Aggressor (Carl-Michael Eide) – sång, basgitarr
- Apollyon (Ole Jørgen Moe) – sång, trummor
- Blasphemer (Rune Eriksen) – gitarr

Produktion
- Aura Noir – producent
- Sverre Dæhlie – ljudtekniker
- Jorge Lopes Fernandes – ljudtekniker
- Aggressor – ljudtekniker
- Apollyon – ljudtekniker, ljudmix
- R. K. Valbo – omslagsdesign, omslagskonst

### Fotnoter
1. ↑  Aura Noire på discogs.com